# Jonathan Riley-Smith
Jonathan Simon Christopher Riley-Smith GCStJ FRHistS  (27 de junho de 1938 - 13 de setembro de 2016) foi um historiador das Cruzadas, e, entre 1994 e 2005, Professor Dixie de História Eclesiástica em Cambridge. Foi membro do Emmanuel College, Cambridge.

## Proveniência e início da vida
Riley-Smith era o mais velho de quatro filhos nascidos em uma próspera família cervejeira de Yorkshire. Seu avô materno (a cuja memória mais tarde dedicou seu livro What Were the Crusades?) foi o deputado do Partido Conservador britânico, John Craik-Henderson (1890-1971).
Frequentou o Eton College e o Trinity College, em Cambridge, onde obteve seu BA (1960), MA (1964), PhD (1964) e LittD (2001).

## Carreira acadêmica
Riley-Smith ensinou na Universidade de St Andrews (1964-1972), Queens' College, Cambridge (1972-1978), Royal Holloway College, Londres (1978-1994), bem como em Emmanuel (1994-2005). Suas muitas publicações respeitadas sobre as origens do movimento cruzado e as motivações dos primeiros cruzados influenciaram profundamente a historiografia atual das cruzadas.
Foi nomeado Cavaleiro da Graça e Devoção da Soberana Ordem Militar de Malta e Escriturário Grã-Cruz da Venerabilíssimal Ordem do Hospital de São João de Jerusalém.

## Vida pessoal
Riley-Smith era um convertido ao catolicismo. Casou-se com Louise Field, uma retratista, em 1968. Seus três filhos incluem a cantora/compositora Polly Paulusma.
Jonathan Riley-Smith morreu em 13 de setembro de 2016.

## Avaliação
Em um obituário apreciativo, um colega sênior descreveu Riley-Smith como "simplesmente o principal historiador das cruzadas [de sua geração] em qualquer lugar do mundo".